# Old school hip hop
Old school hip hop (tradus în română ca hip hop de modă veche) reprezintă primele înregistrări comerciale de muzică hip hop (cu aproximație între 1979-1984), precum și perioada imediat precedentă lor. Se spune că stilul old school s-a încheiat în jurul anilor 1983 sau 1984, odată cu crearea trupei Run-D.M.C., prima care a abordat stilul new school. Totuși, unele stații de rap susțin că stilul old school a durat pe toată perioada anilor 1980, și chiar până la jumătatea anilor 1990.
Imaginea, stilul și sound-ul muzicii old school au fost reprezentat de artiști precum  Afrika Bambaataa, The Sugarhill Gang, Spoonie Gee, Treacherous Three, Funky Four Plus One, Kurtis Blow, Fab Five Freddy, Busy Bee Starski, Lovebug Starski, Doug E. Fresh, LL Cool J, The Fat Boys, The Cold Crush Brothers, Kool Kyle, și Grandmaster Flash and the Furious Five, fiind caracterizate prin tehnica simplă de rap din acea perioadă, precum și prin subiectele legate de petreceri.